# Haus zur Blauen Sonne
Het Haus zur Blauen Sonne is een gebouw op de Grote Ring in de Poolse stad Wrocław. Het gebouw heeft huisnummer zeven. Het gebouw grens aan het Haus zur Goldenen Sonne en het Haus zu den sieben Kurfürsten. 

## Geschiedenis
In de veertiende eeuw werd op deze plaats een eerste bakstenen gebouw opgetrokken. Rond 1494 werd het gebouw verbouwd. In de zestiende eeuw werd het gebouw als herberg gebruikt. De gevel in neorenaissance-stijl dateert uit 1902. In 1997 werd het gebouw  gerenoveerd. 